# 埼玉県道48号越谷岩槻線

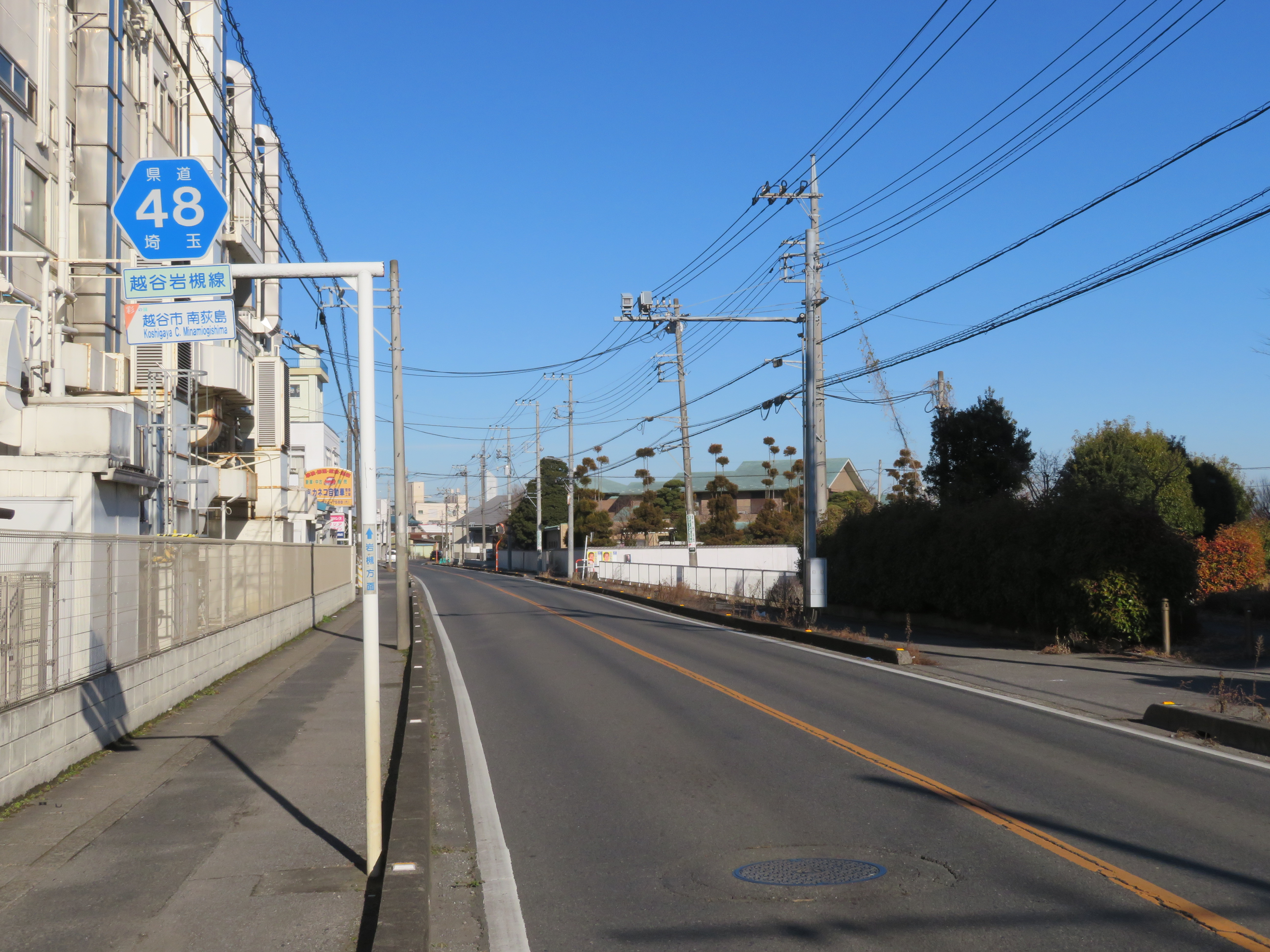
越谷市南荻島付近

埼玉県道48号越谷岩槻線（さいたまけんどう48ごう こしがやいわつきせん）は、埼玉県越谷市から埼玉県さいたま市岩槻区までを結ぶ県道（主要地方道）である。

## 概要
路線は両端部を除くほぼ全線において、元荒川の南側を平行して走る。同川の北側には埼玉県道325号大野島越谷線が通っている。

## 路線データ
- 総延長：7.461 km
- 起点：埼玉県越谷市大字南荻島（南荻島交差点 = 国道4号、県道52号交点）
- 終点：埼玉県さいたま市岩槻区（東町二丁目交差点 = 国道16号、県道324号交点）

## 地理

### 通過する自治体
- 埼玉県
  - 越谷市
  - さいたま市（岩槻区）

### 交差する道路
| 交差する道路                     | 交差する道路                     | 交差点名     | 所在地     | 所在地 |
| -------------------------------- | -------------------------------- | ------------ | ---------- | ------ |
| 埼玉県道・千葉県道52号越谷流山線 | 埼玉県道・千葉県道52号越谷流山線 | 南萩島       | 越谷市     | 越谷市 |
| 国道4号                          |                                  | 南萩島       | 越谷市     | 越谷市 |
| （荻島仲良し通り）               | -                                | 荻島小歩道橋 | 越谷市     | 越谷市 |
| 埼玉県道214号新方須賀さいたま線  |                                  | 末田         | さいたま市 | 岩槻区 |
|                                  | 埼玉県道214号新方須賀さいたま線  | 永代橋       | さいたま市 | 岩槻区 |
| 埼玉県道324号蒲生岩槻線          |                                  | 岩槻農協前   | さいたま市 | 岩槻区 |
| 国道16号（岩槻春日部バイパス）   | 国道16号（岩槻春日部バイパス）   | 東町二丁目   | さいたま市 | 岩槻区 |

### 重複区間
- 埼玉県道214号新方須賀さいたま線（さいたま市岩槻区 末田交差点 - 永代橋交差点）
- 埼玉県道324号蒲生岩槻線（さいたま市岩槻区 岩槻農協前交差点 - 東町二丁目交差点）

### 沿道の主な施設
| 施設                         | 所在地           |
| ---------------------------- | ---------------- |
| 越谷市立荻島小学校           | 越谷市           |
| 越谷警察署荻島交番           | 越谷市           |
| しらこばと運動公園           | 越谷市           |
| しらこばと水上公園           | 越谷市           |
| 埼玉県立越谷西高等学校       | 越谷市           |
| 末田須賀堰                   | さいたま市岩槻区 |
| 南彩農業協同組合岩槻城南支店 | さいたま市岩槻区 |
| 川口信用金庫岩槻支店         | さいたま市岩槻区 |
| 埼玉県立岩槻高等学校         | さいたま市岩槻区 |